# 沅江市
沅江市位于中国湖南省北部，于洞庭湖畔，1988年10月前隶属于益阳市，之後改縣設市，地处沅水得名。区域总面积为2177平方公里，总人口約76万人，市人民政府駐沅江大道。

## 历史
早在5000多年前，现境内漉湖等地已形成原始村落，到青铜时代，莲子塘一带聚居村落已相当密集。春秋战国时期，沅江成为了湘楚文化的重要发源地。南梁置药山县，隋改名为“沅江县”，唐改名为“桥江县”，北宋复改为“沅江县”。1988年撤县设市，辖“沅江县”境。

## 人口
根据第七次人口普查数据，截至2020年11月1日零时，沅江常住人口为567159人。

## 地理
境内河道纵横交错，湖泊星罗棋布。湘江、资江、沅水、澧水均在此处或者邻近注入洞庭湖。地形主要是平原，由河流冲积和人工围垦而成。
沅江市现辖10个乡：万子湖乡、竹莲乡、大同乡、熙和乡、七子浃乡、志成乡、北大乡、双丰乡、新华乡、白沙乡，11个镇：三眼塘镇、新湾镇、南嘴镇、草尾镇、阳罗洲镇、四季红镇、黄茅洲镇、南大膳镇、共华镇、泗湖山镇、茶盘洲镇，1个农场：净下洲农场，4个芦苇场：漉湖芦苇场、东南湖芦苇场、万子湖芦苇场、鲁马湖芦苇场，5个街道办事处：庆云山街道办事处、山巷口街道办事处、凌云塔街道办事处、团山街道办事处、马公铺街道办事处。总人口74.46万人。
沅益一级公路于2005年开通。

## 行政区划
沅江市下辖2个街道办事处、11个镇：
千山红镇、琼湖街道、胭脂湖街道、四季红镇、泗湖山镇、南嘴镇、新湾镇、茶盘洲镇、南大膳镇、黄茅洲镇、草尾镇、阳罗洲镇、共华镇、南洞庭芦苇场和漉湖芦苇场。
千山红镇由大通湖管理区管理。

## 政治

### 现任领导
| 机构     | 沅江市人民政府 市长 | · 中国共产党 · 沅江市委员会 · 书记 | 沅江市人民代表大会 常务委员会 主任 | · 中国人民政治协商会议 · 沅江市委员会 · 主席 |
| -------- | ------------------- | ---------------------------------- | ---------------------------------- | -------------------------------------------- |
| 姓名     | 罗必胜              | 杨智勇                             | 孟智勇                             | 刘武                                         |
| 民族     | 汉族                | 汉族                               | 汉族                               | 汉族                                         |
| 出生地   | 湖南省安化县        | 湖南省宁乡市                       | 湖南省南县                         | 湖南省                                       |
| 出生日期 | 1973年4月（52歲）   | 1975年11月（49歲）                 | 1969年6月（56歲）                  | 1968年11月（56歲）                           |
| 就任日期 | 2021年10月          | 2021年7月3日                       | 2021年10月28日                     | 2021年10月27日                               |

## 经济
沅江市是湖南省重要的商品粮、鱼类产地，主要作物有水稻、棉花、银鱼、柑橘以及苎麻、芦苇等。2018年实现GDP 309.87亿元人民币，人均44551元。
2017年，全市实现地区生产总值（GDP）293.48亿元。

## 交通
- 234国道过境。